# Khuraman Gasimova
Pour les articles homonymes, voir Gasimov.
Khuraman Gasimova (en azeri : Xuraman Əkrəm qızı Qasımova) est une chanteuse d'opéra et actrice azerbaïdjanaise.

## Vie et carrière
Khuraman Gasimova est née le 6 juin 1951 à Bakou, capitale de la République d'Azerbaïdjan. Elle commence en 1965 comme une jeune actrice dans des films tels que Liftier, Je n'étais pas belle, La vie nous teste. Plus tard, elle connaît le succès en tant que cantatrice. En 1975, elle est diplômée de l'Académie de musique de Bakou. Elle est soliste du Théâtre national académique azerbaïdjanais d'opéra et de ballet depuis 1976. Son répertoire d'opéra comprend des rôles dans les œuvres modernes des compositeurs azerbaïdjanais Fikret Amirov et Uzeyir Hajibeyov. Dans le canon d'opéra standard, le répertoire de Gasimova comprend les rôles de Mimi et Muzetta (La bohème), Desdemona (Otello), Aïda et Tatiana (Eugene Oneguin), Khourchidbanou Natavan (Natavan de Vasif Adigozalov). En 1981, elle participe au Concours international de Grèce, où elle remporte le premier prix et le "Grand Prix" - une médaille d'or. Tout de suite après elle reçoit une invitation du chanteur-professeur Tito Gobbi (président du jury) à étudier en Italie, mais pour des raisons indépendantes de sa volonté, elle ne peut pas partir pour Florence.
C'est la sœur de la cantatrice Fidan Qasimova.

## Tournées
La chanteuse a fait des tournées dans les républiques de l'Union soviétique et à l'étranger. Elle a été applaudie en Autriche, Italie, France, Grèce, Portugal, Norvège, USA, Chine, Egypte, Cuba, Turquie, Allemagne, etc. Elle a interprété des classiques du monde, russes et azerbaïdjanais au Théâtre de l'Opéra.
De 1992 à 1998, elle a enseigné au département de chant de l'université d'Istanbul. Aujourd'hui[Quand ?], Khuraman Gasimova est le chef du département de chant à l'Académie de musique de Bakou.

## Prix
En 1981, Gasimova reçoit le premier prix au grand prix Maria-Callas au concours international d'opéra tenu à Athènes. En 1988, elle a reçu la médaille d'argent au 8e Concours international Tchaïkovski. En 1986, elle a été nommée Artiste du peuple d’Azerbaïdjan. Elle est lauréate du prix d'État de la République azerbaïdjanaise et du prix Komsomol Lénine. Le 3 juin 2011, elle a été nommée à l'ordre de Charaf (ordre de la Gloire) par le président de l'Azerbaïdjan.